# 巧克力共和國

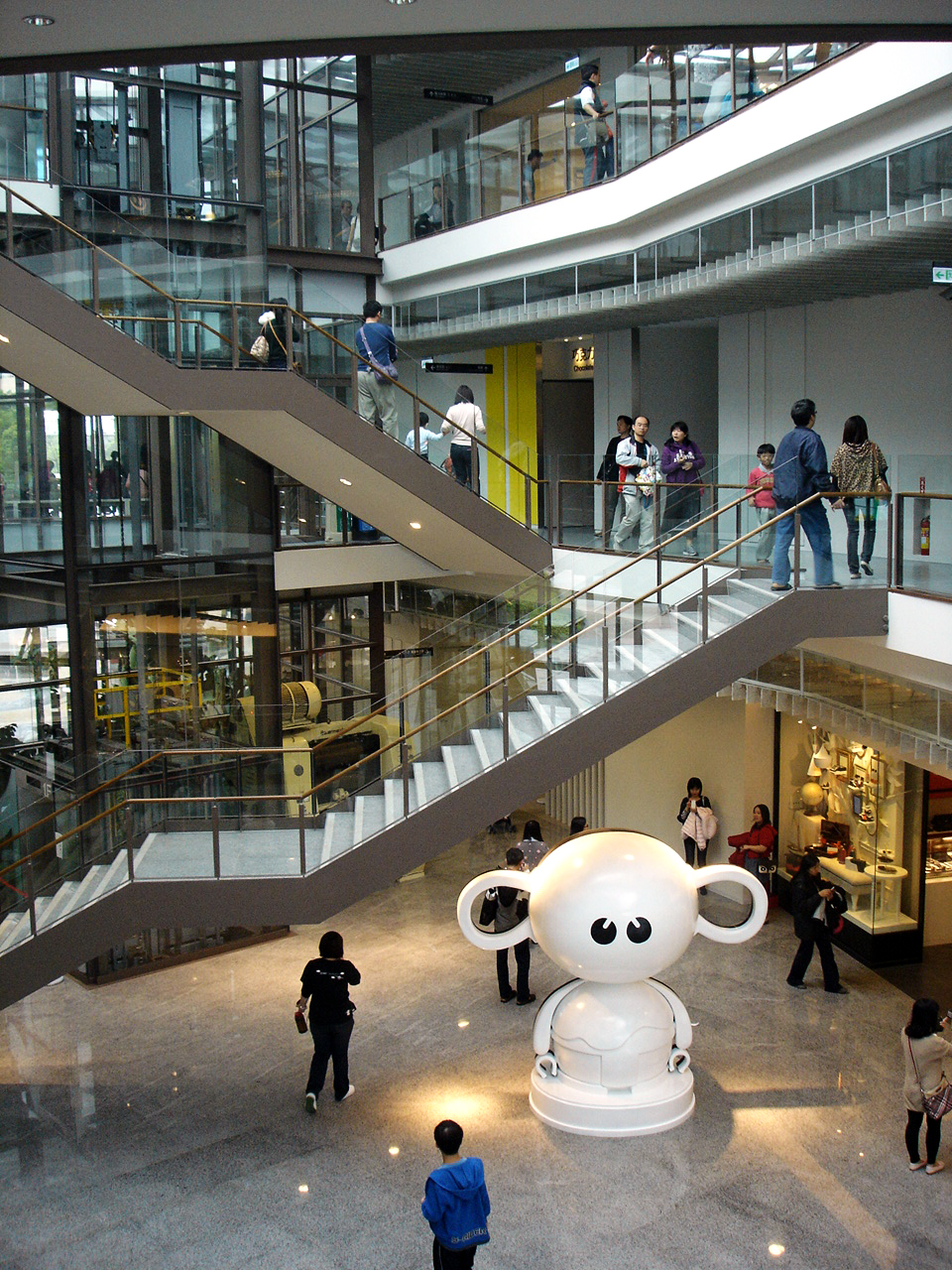
內部

巧克力共和國為位於台灣桃園市八德區的一座以巧克力為主題的博物館。

## 簡介
巧克力共和國由宏亞食品創立，2012年4月14日開幕，為東亞首座巧克力博物館，地址位於桃園市八德區介壽路二段490巷旁。巧克力共和國的主體建築由潘冀聯合建築師事務所設計，以一顆被扒開的巧克力為建築外貌。

## 建築環境與設計
館區共分為主體建築、熱帶樹種花海區、寒溫帶樹種區、活動廣場。
博物館內則主要介紹巧克力與其原料可可樹的歷史及相關知識等，另有餐廳及禮品區。
宏亞食品是臺灣傳統且歷史悠久之食品品牌，因應品牌形象的轉型及創新，博物館以切削之量體來傳達巧克力意象，推廣飲食文化，為大中華區首座巧克力博物館，訪客透過體驗巧克力的製作展示，體驗精緻觀光行程。

## 軼事
- 偶像劇《愛上巧克力》曾在此取景。

- 巧克力共和國旁的聯外道路，命名為巧克力街(Chocolate Street)，曾經引發不小話題。[3]

## 外部連結
- 巧克力共和國 （页面存档备份，存于）
- 宏亞食品 （页面存档备份，存于）
- 巧克力共和國的Facebook專頁
- YouTube上的巧克力共和國建築紀錄